# Aguanaval
Aguanaval – rzeka w Meksyku. Jej źródło znajduje się w łańcuchu górskim Sierra Madre Zachodnia. Powstaje z połączenia rzek Río Saín Alto i Río Trujillo w stanie Zacatecas. Rzeka uchodziła do laguny Laguna da Viesca w bezodpływowym obszarze Bolsón de Mapimí, jednak laguna oraz dolne odcinki rzeki wyschły na skutek intensywnego poboru wody do nawadniania pól uprawnych. Ma 250 mil (400 km) długości. Rzeka jest wykorzystywana do irygacji pól uprawnych w Laguna District, żyznym obszarze na granicy stanów Coahuila i Durango, kluczowym regionie rolniczym Meksyku.